# Franz Karl Achard
Franz Karl Achard (28 de abril de 1753, Berlín-20 de abril de 1821, Kunern, Wohlau-Cunern) fue un químico, físico y biólogo prusiano. Su principal contribución fue la producción de azúcar a partir de remolachas azucareras.

## Vida y trabajo
Achard nació en Berlín, hijo del predicador Max Guillaume Achard (descendiente de refugiados hugonotes) y su esposa Marguerite Elisabeth (Rouppert). Estudió física y química en Berlín. Por mediación de su padrastro, se interesó en el refinamiento del azúcar. A los 20 años, Achard entró a formar parte del "Círculo de amigos de las ciencias naturales" y conoció a Andreas Sigismund Marggraf, que por aquel entonces era el director de las clases de física en la Real Academia de las Ciencias. Los estudios de Achard abarcaron diversos temas, como la meteorología, la evaporación, la telegrafía, la gravedad o los supresores de subidas tensión. Achard publicó tanto en alemán, como en francés.
El rey Federico II de Prusia tuvo a Achard en gran estima y recibía informes dos veces a la semana por parte del científico acerca de sus investigaciones. En un ocasión, acerca de un estudio sobre la influencia de la electricidad en las capacidades mentales, Federico II afirmó: "si es capaz [Franz Karl Achard] de usar la electricidad para dar explicación a la estupidez en mis estados prusianos, entonces vale [Franz Karl Achard] más que su propio peso en oro".
En 1776, Achard fue elegido miembro de la Real Academia de las Ciencias de Berlín. Tras la muerte de Marggraf en 1782, Achard se convirtió en el director de las clases de física de la Academia.
Por sus descubrimientos sobre la aclimatación del tabaco en Alemania, el rey le concedió una pensión vitalicia de 500 táleros. El rey Federico Guillermo II de Prusia también tenía alta estima por Achard.
Achard confirmó el descubrimiento que Marggraf realizó en 1747 de que la remolacha azucarera contenía azúcar, e ideó un proceso para producir azúcar a partir de la remolacha azucarera. Comenzó en 1789 sembrando varias plantas que contenían azúcar en su casa de Kaulsdorf, cerca de Berlín. Por motivos de eficiencia, al poco tiempo decidió emplear remolachas azucareras. Al año siguiente, estudió diferentes variedades de remolacha y la influencia de los fertilizantes. La investigación fue interrumpida cuando la casa de Kaulsdorf sufrió un incendio y tuvo que ser vendida. Achard continuó sus estudios en Buchholz.
En 1801, con el apoyo del rey Federico Guillermo III, Achard abrió la primera refinería de remolacha azucarera en Gut Kunern, cerca de Steinau, en Silesia (Prusia). En 1802, la refinería procesaba 400 toneladas de remolacha con un grado de eficiencia del 4%. Poco tiempo después, dos estudiantes de Achard, Johann Gottlob Nathusius y Moritz Freiherr von Koppy construyeron otras refinerías. En 1806, la planta de Achard fue quemada durante la guerra de Napoleón y en 1910 fue reconstruida a pequeña escala. Los embargos de Napoleón impidieron la llegada del azúcar de caña de importación a Alemania y esto hizo que el refinamiento de la remolacha fuera de gran relevancia para el gobierno prusiano. Surgieron nuevas refinerías en Bohemia, Augsburg y, en 1811, en Francia. Francia construyó por su cuenta numerosas refinerías y solo en sus últimos años fueron sobrepasadas por Prusia.
Mercaderes ingleses del azúcar ofrecieron a Achard 200.000 táleros por declarar que sus experimentos fueron un fracaso, pero el rechazó la oferta. Con el descubrimiento de Achard el azúcar dejó de ser un artículo de lujo y pasó a convertirse en una necesidad, debido a los embargos. Achard impartió clases para lograr un gran número de agricultores de remolacha azucarera y que las remolachas especialmente desarrolladas estuvieran disponibles para todo el mundo.
En 1794, Achard construyó un telégrafo óptico entre Spandau y Bellevue. Este dispositivo había sido inventado solo un año antes por Claude Chappe.
Debido a la incapacidad económica de Achard, provocada por varios incendios en 1806, sus refinerías fueron declaradas en quiebra en 1815. Achard murió en la indigencia en 1821 en Wohlau. Sin embargo, el trabajo de su vida fue aplicado y aprovechado, principalmente por industriales franceses y con las refinerías de Matthias Christian Rabbethge.

## Publicaciones
- Lectures on Experimental Philosophy 4 vol., 1792
- Abhandlung über die Bereitung des Zuckers aus der in vielen Provinzen allerhöchst - Dero Staaten, als Viehfutter häufig angebauten Runkelrübe, nebst den dazu gehörigen Belägen und Proben des unkelrübenzuckers, Berlín, 1799
- Anleitung zur Bereitung des Rohzuckers aus Rüben, Berlín, 1800
- Kurze Geschichte der Beweise der Ausführbarkeit im Großen der Zuckerfabrication aus Runkelrüben, Berlín, 1800
- Anleitung zum Anbau der Runkelrüben, Breslau, 1803
- Über den Einfluß der Runkelrübenzuckerfabrication auf die Ökonomie, Glogau, 1805
- Die europäische Zuckerfabrication aus Runkelrüben, Leipzig, 1812